# 电信网络
电信网络是指由用戶終端設備、傳輸設備、交換機和电信运营商機房所組成的網絡。類似计算机网络 、互联网、公共交换电话网、飞机通信寻址与报告系统和无线网络均屬於電信網絡。          